# Єпархія святого Василія Великого в Бухаресті
Єпархія святого Василія Великого в Бухаресті (лат. Eparchia Sanctus Basilius Magnus Bucarestiensis Romenorum, рум. Eparhia Sfântul Vasile cel Mare de Bucureşti) — єпархія Румунської греко-католицької церкви з центром в Бухаресті.

## Історія

Територія єпархії охоплює південь країни

Єпархія святого Василія Великого з центром в Бухаресті була заснована 29 травня 2014 року. Рішення про створення єпархії була прийнято на синоді Румунської греко-католицької церкви та схвалено Святим Престолом. Територія нової єпархії була виділена зі складу архієпархії Фаґараша і Альба-Юлії (південна частина).

## Сучасний стан
Єпархія об'єднує парафії на півдні Румунії. Є суфраганною єпархією по відношенню до митрополії Фаґараша і Альба-Юлії. З моменту створення єпархію очолює єпископ Міхай Фреціле. Катедральний собор єпархії — Собор святого Василія Великого в Бухаресті.